# Sœurs des Sacrés-Cœurs et de l'Adoration perpétuelle du Saint Sacrement
Les Sœurs des Sacrés-Cœurs et de l'Adoration perpétuelle du Saint Sacrement (en latin : Congregatio sacrorum Cordium Iesu et Mariae necnon adorationis perpetuae sancti Sacramenti altaris) sont une congrégation religieuse féminine enseignante et contemplative de droit pontifical.

## Historique
En 1795, Henriette Aymer de la Chevalerie (1767-1834) rejoint Marie-Joseph Coudrin (1768-1837), un prêtre qui pratique clandestinement son ministère à Poitiers sous la Terreur et commence à l'aider dans son apostolat. En 1797, Henriette et certaines de ses compagnes manifestent le désir d'embrasser la vie religieuse. 
Le 17 juin 1800, le vicaire capitulaire de Poitiers approuve le premier noyau de la congrégation et le 20 octobre de la même année, mère Aymer et quatre compagnes prononcent leurs vœux religieux donnant un début officiel à l'institut. Les sœurs se propagent rapidement dans les différents endroits de France (Mende, Cahors, Laval) et fixent en 1805 leur maison-mère rue de Picpus à Paris d'où dérive le nom courant de la congrégation.
Le Saint-Siège approuve la branche masculine et féminine de la congrégation le 10 janvier 1817 et le pape Pie VII  confirme l'approbation avec la bulle Pastor Aeternus du 17 novembre 1817. En 1838, les sœurs ouvrent leur première filiale à l'étranger, à Valparaíso au Chili.

## Activités et diffusion
Les sœurs de Picpus partagent le même charisme que les pères de la congrégation des Sacrés-Cœurs de Jésus et de Marie et les aident dans leur apostolat missionnaire, leur but est la propagation de la dévotion aux Sacrés Cœurs de Jésus et de Marie, elles se dédient à l'enseignement, à la catéchèse pour jeunes et adultes, et pratiquent l'Adoration eucharistique en esprit de réparation.
Elles sont présentes en:
- Europe : Belgique, Espagne, France, Irlande, Italie, Pays-Bas.
- Amérique : Bolivie, Brésil, Chili, Colombie, États-Unis, Équateur, Mexique, Paraguay, Pérou.
- Afrique : République démocratique du Congo, Mozambique.
- Asie : Inde, Indonésie, Philippines.

La maison généralice est à Rome.
En 2017, la congrégation comptait 531 sœurs dans 83 maisons.